# Lindsay Shaw
Lindsay Marie Shaw (født 10. maj 1989) er en amerikansk skuespiller. Hun er bedst kendt for rollen som Moze i Nickelodeon-serien, "Ned's".

## Filmografi

### Film
| År   | Titel                      | Rolle         | Note(r)                          |
| ---- | -------------------------- | ------------- | -------------------------------- |
| 2005 | The Great Lie              | Robyn         | kortfilm                         |
| 2010 | Nic & Tristan Go Mega Dega | Aubrey        |                                  |
| 2010 | Devolved                   | Peggy         |                                  |
| 2010 | Gideon                     | Faye          | kortfilm                         |
| 2011 | The Howling: Reborn        | Eliana Wynter | direkte-til-video                |
| 2011 | Teen Spirit                | Lisa Sommers  | Tv-film                          |
| 2012 | 16-Love                    | Ally Mash     |                                  |
| 2012 | No One Lives               | Amber         |                                  |
| 2012 | Love Me                    | Sylvia Potter | også kendt som Love You to Death |
| 2013 | Objects in the Rearview    | Alice         | kortfilm                         |
| 2015 | Yellow Day                 | Pige i kirke  |                                  |
| 2016 | Temps                      | Stephanie     |                                  |
| 2016 | Secret Summer              | Rachel        | Tv-film                          |
| 2018 | 1/1                        | Lissa         |                                  |

### Tv-serier
| År        | Titel                                     | Rolle                  | Note(r)                  |
| --------- | ----------------------------------------- | ---------------------- | ------------------------ |
| 2004–2007 | Ned's Universalhåndbog i Skoleoverlevelse | Jennifer "Moze" Mosely |                          |
| 2007–2008 | Aliens in America                         | Claire Tolchuck        |                          |
| 2008      | Eleventh Hour                             | Vivian Bingham         | afsnittet: "Titans"      |
| 2009–2010 | 10 Things I Hate About You                | Kat Stratford          |                          |
| 2011–2017 | Pretty Little Liars                       | Paige McCullers        | 45 afsnit (sæson 1–5, 7) |
| 2012      | Body of Proof                             | Sophia Polley          | afsnittet: "Mind Games"  |
| 2014      | Suburgatory                               | June                   | 5 afsnit                 |
| 2015–2016 | Faking It                                 | Sasha Harvey           | 4 afsnit                 |
| 2016      | Hers and History                          | Karina                 |                          |